# Erzgebirgskaserne
Die Erzgebirgskaserne ist seit 1990 eine Garnison der Bundeswehr in Marienberg. Benannt wurde sie im Oktober 1992 nach ihrer Lage im sächsischen Erzgebirge. 1858 zog in ein erstes Kasernengebäude ein Bataillon des Infanterieregiments 7 ein. Ab 1873 diente die Kaserne zur Unterbringung einer Unteroffizierschule des Königreichs Sachsen, ab 1916 nur noch einer Unteroffiziervorschule. Nach dem Abschluss des Versailler Vertrages wurde die militärische Nutzung von der Weimarer Republik 1920 aufgegeben. Es folgten gewerbliche, kulturelle und schulische Nutzungen. Die Nationalsozialisten errichteten in der Kaserne 1933 ein Lager des Arbeitsdienstes. 1938/39 war eine Außenstelle der Heeresstandortverwaltung Chemnitz hier eingerichtet. Zwischen 1940 und 1943 brachte die Wehrmacht in der Kaserne eine Unteroffiziervorschule unter. Von 1945 bis 1953 besetzte die sowjetische Armee Teile der Anlage. Daneben fanden zivile Nutzungen statt. Ab 1953 befanden sich Einheiten der Kasernierten Volkspolizei der DDR in der Kaserne, die schrittweise ausgebaut wurde. Von 1956 bis 1990 war Hauptnutzer der Kaserne das Motorisierte Schützenregiment 7 der 7. Panzerdivision der NVA der DDR. Seit Übernahme der Kaserne nach der Deutschen Wiedervereinigung durch die Bundeswehr sind hauptsächlich Panzergrenadiereinheiten hier stationiert. 2002 gab die Bundeswehr die Nutzung der vor 1945 geschaffenen Kasernenbereiche auf.

## Vorgeschichte und Bau der Altstadtkaserne
1682 wurde in Sachsen ein stehendes Heer geschaffen. Ab 1696 wurde in Marienberg Infanterie einquartiert. 1704/05 erfolgte die Stationierung einer Kompanie vom Bosischen Regiment sowie 118 Musketiere vom Regiment zu Fuß Anton Egon Fürst von Fürstenberg. 1742 folgte eine Kompanie vom Füsilier-Regiment von Schönberg. 1753 wurde Marienberg Standort der sächsischen Kavallerie. 1838 erfolgte der Bau eines Reitbahngebäudes. Am 9. Juni 1857 genehmigte das sächsische Kriegsministerium den Ausbau des Reitbahngebäudes zu einer Kaserne. Zugleich forderte es die Bereitstellung ausreichenden Hofraumes und die Errichtung von Nebengebäuden. Es entstand ein Kasernengebäude mit drei Stockwerken und Dachgeschoss sowie Kranken-, Wasch-, Stall- und Schlachtgebäude (50° 39′ 1″ N, 13° 9′ 32″ O). Am 1. Juli 1858 zog das 3. Bataillon des Infanterieregiments 7 aus Chemnitz in die Kaserne ein. Am 30. September 1873 verlegte die Unteroffizierschule von Kleinstruppen bei Pirna mit 2 Kompanien und 300 Schülern nach Marienberg. 1874 wurde ein weiterer Kasernenneubau mit drei Stockwerken errichtet. Dieses Gebäude erhielt die Bezeichnung „Kaserne A“ (50° 39′ 1″ N, 13° 9′ 36″ O), während der 1858 bezogene Bau nunmehr „Kaserne B“ genannt wurde. 1878 kam ein einstöckiges Lehrsaalgebäude neben der Kaserne A hinzu. 1881 wurde die Militäranlage um die „Kaserne C“ erweitert, einem zweistöckigen Neubau (50° 39′ 2″ N, 13° 9′ 30″ O). Am 5. September 1891 entschied Sachsen, dass eine weitere dritte Kompanie der Unteroffizierschule zu bilden ist. Am 29. September 1890 wurde eine neue einstöckige Exerzierhalle übergeben (50° 39′ 0″ N, 13° 9′ 37″ O). 1893 erfolgte der Abriss die „Kaserne B“. Das Garnisonslazarett entstand im selben Jahr (50° 39′ 1″ N, 13° 10′ 8″ O). 1894 musste das Unterrichtsgebäude weichen. Es entstanden ein neues Kasernengebäude B und das unmittelbar benachbarte Beamtenhaus, „Kaserne E“ (50° 39′ 2″ N, 13° 9′ 36″ O). Am 1. Juni 1916 zog die Unteroffizierschule mit vier Kompanien nach Frankenberg in die heutige Wettiner Kaserne um; lediglich die Unteroffiziervorschule verblieb in Marienberg. Durch den Versailler Vertrag infolge des Ersten Weltkriegs wurde die Unteroffizierschule und -vorschule zum 1. April 1920 aufgelöst.

## Weimarer Republik
Mit der zahlenmäßigen Begrenzung der Reichswehr bestand in der Weimarer Republik kein Bedarf an der weiteren militärischen Nutzung der Kasernenanlage in Marienberg. 1920 übernahm der Reichsfiskus das Eigentum. Die Umnutzung der Kaserne zu Wohnungen wurde erwogen. Am 3. Juni 1921 verzichtete das Innenministerium auf Ansprüche an den Kasernengebäuden der ehemaligen Unteroffizierschule. Die Stadt Marienberg erwarb das Lazarett. Am 27. August 1921 unterbreitete sie ein Kaufangebot für die Exerzierhalle in Höhe von 91.360 Mark und für das Kammergebäude einschließlich Exerzierplatz für 75.000 Mark. Zu einem Vertragsschluss kam es jedoch nicht. Die Realschule und das Heimatmuseum wurden 1922 in der „Kaserne A“ untergebracht. Am 21. Juni 1923 mietete die Stadt Marienberg die Exerzierhalle. In den einstigen Kasernenwaschhäusern entstand ab 14. Juli 1923 eine Schokoladenfabrik. Am 14. September 1927 kaufte die Stadt die Kaserne für 300.000 Mark. Am 8. Dezember 1932 war der Reichsfiskus wieder Besitzer der Kasernengebäude.

## NS-Staat und Wehrmacht
Nach der Ernennung von Adolf Hitler zum Reichskanzler Ende Januar 1933 veränderte sich Nutzung der Kaserne: bereits am 24. April 1933 wurde ein Arbeitsdienstlager zunächst im Magazin geschaffen, das jedoch bereits am 7. August 1933 in die Kaserne A umzog. Im September 1933 war die Landwirtschaftsschule ebenfalls in Kaserne A untergebracht. Zudem wurden die Waschhäuser zu Wohngebäuden umgebaut. Zum 1. März 1934 wurde den Mietern der Exerzierhalle gekündigt, um das Gebäude der SA zur Verfügung zu stellen. Noch im selben Jahr mussten alle anderen Mieter der Kaserne ausziehen. 1935 wurde das Arbeitsdienstlager in der Kaserne aufgelöst. In der Exerzierhalle wurde Heeresgerät eingelagert. Eine Berufsschule bezog Kaserne A und die Segelfliegergruppe des neuen Flugplatzes bei Mooshaide das Magazin. Im Dezember 1935 kam der Arbeitsdienst erneut in die Kaserne. 1936 kaufte die Stadt das Magazin für 1700 Mark. Am 30. November 1936 erfolgte die Einweihung eines Lehrsaales der „Motor-Staffel“ im Magazin. 1938 übernahm die Heeresstandortverwaltung Chemnitz einen Teil der Kaserne. In der Exerzierhalle wurden deren Fahrzeuge eingestellt. Im Oktober 1939 verließ die Standortverwaltung Chemnitz die Kaserne. 1939 wurde die Kaserne der Wehrmacht übergeben. Zum 1. Dezember 1940 nahm die Heeresunteroffiziervorschule ihre Tätigkeit hier auf, wurde jedoch zum 16. November 1943 bereits wieder aufgelöst.

## Sowjetische Besatzung und Nutzungen durch die DDR
Am 8. Mai 1945 marschierte die Rote Armee in Marienberg ein. Die Kasernenanlage erfuhr daraufhin unterschiedliche Nutzungen. Zwischen Januar 1946 und der Eröffnung der Allgemeinen Berufsschule am Turnvater-Jahn-Weg 1951 waren Teile der Kaserne für den Berufsschulunterricht vermietet. Ab März 1946 fand die Aufnahme von Flüchtlingen statt. Zudem wurde eine Quarantänestation für zurückgekehrte Soldaten eingerichtet. Einheiten der Roten Armee waren ebenfalls in der Altstadtkaserne untergebracht. Schließlich befand sich ein Wohnlager der SDAG Wismut für Bergleute hier.
Nach der Gründung der Kasernierten Volkspolizei durch die DDR verlegten Ende 1952 Volkspolizei-Bereitschaften aus Meiningen und im Mai 1953 aus Gera nach Bärenstein. Ein Vorauskommando dieser Einheiten übernahm im Januar 1953 die Marienberger Kaserne von der Sowjetarmee. Im Juni 1953 erfolgte die Aufstellung des 2. Mechanisierten Kommandos der Mechanisierten VP-Bereitschaft Dresden (Marienberg II, Kasernierte Volkspolizeidienststelle 2735). Zunächst stand lediglich die Altstadtkaserne zur Verfügung. Zwischen 1954 und 1956 entstanden neue Kasernenbauten im Bereich der heutigen Erzgebirgskaserne.
Am 20. August 1956 wurde aus dem Mechanisierten Kommando der KVP das Mechanische Regiment 7 der 7. Panzerdivision der am 1. März 1956 gegründeten NVA mit Standort in der Kaserne in Marienberg aufgestellt. Doch bereits am 30. November 1956 erfolgte die Umgliederung und Umbenennung in Motorisiertes Schützenregiment 7.
Aus der Kaserne Lerchenstraße in Frankenberg/Sachsen verlegte die zum 1. Oktober 1961 gebildete Aufklärungskompanie 7 noch im gleichen Jahr nach Marienberg. 1963 bezog sie in Dresden Quartier. Dort wuchs sie zum 1. Dezember 1965 wieder zum Aufklärungsbataillon 7 auf.
Zwischen 1961 und 1972 befand sich das III./Motorisiertes Schützenregiment 7 nicht in Marienberg, sondern in der Kaserne Lerchenstraße in Frankenberg/Sachsen.
Am 5. Oktober 1969 erhielt das Motorisierte Schützenregiment 7 den Ehrennamen Max Roscher verliehen.
Zwischen 1971 und 1976 kamen zur Erweiterung der Kaserne weitere Bauten hinzu, darunter 1971/72 mehrere Unterkunftsgebäude. 1974 erhielt die Kaserne einen neuen Küchenkomplex und am 7. Oktober 1974 die Bezeichnung „Max Roscher-Kaserne“. 1976 wurde ein Gaststättenkomplex übergeben.
Zum Motorisierten Schützenregiment 7 gehörten 1986 neben dem Stab eine Stabskompanie, eine Aufklärungskompanie, eine Nachrichtenkompanie, eine Pionierkompanie, drei motorisierte Schützenbataillone, ein Panzerbataillon, eine SFL-Artillerieabteilung, eine Panzerabwehrlenkraketenbatterie, eine Flugabwehrraketenbatterie, eine Instandsetzungskompanie, eine Kompanie materielle Sicherstellung, ein Technisches Lager, eine Chemische Werkstatt/Lager, ein Regiments-Med.-Punkt und eine Sanitätskompanie.
Am 2. Oktober 1990, am Tag vor der Deutschen Wiedervereinigung, löste sich die Nationale Volksarmee der DDR auf. Im Rahmen der Transformation und Integration in die Bundeswehr bestanden jedoch zunächst Verbände und Einheiten weiter. Das Motorisierte Schützenregiment 7 ging am 27. März 1991 im neuen Panzergrenadierbataillon 371 am gleichen Standort auf.

## Bundeswehr

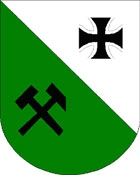
Wappen des in der Erzgebirgskaserne stationierten Panzergrenadierbataillons 371

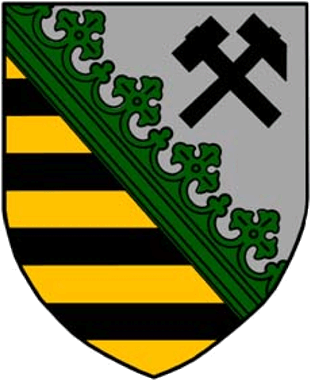
Wappen des in der Erzgebirgskaserne stationierten Panzergrenadierbataillons 909

Als die Bundeswehr die Kaserne übernahm, bestand an den Gebäuden und sonstigen Kaserneneinrichtungen erheblicher Instandsetzungs- und Modernisierungsbedarf. Auf dem Areal befanden sich 7 Unterkunftsgebäude, ein Stabs- und ein Wirtschaftsgebäude, ein Sanitätszentrum, ein Wohnheim für Berufssoldaten, 11 Lagergebäude, 22 Unterrichtsräume, ein Klubhaus, ein Werkstattgebäude, eine Tankstelle, ein Munitionslager, drei Munitionsbunker und zwei Munitionshäuser sowie 217 Garagen.
Am 26. Oktober 1992 erhielt die Anlage den neuen Namen „Erzgebirgskaserne“.
2002 gab die Bundeswehr die Nutzung des historischen Teils der Kaserne („Altstadtkaserne“) auf.
2007 entstand in der Erzgebirgskaserne ein Stützpunkt für die Zivil-militärische Zusammenarbeit, der jedoch 2014 wieder aufgelöst wurde.
Zwischen 2005 und Mitte 2010 wurden in Sanierung und Ausbau der Kaserne etwa 12 Millionen Euro investiert. Im Februar 2011 kam eine Werkhalle für 3,2 Millionen Euro hinzu.
Im Januar 2022 gab die Bundeswehr bekannt, bis 2028 in den Standort 45 Millionen Euro investieren zu wollen. Bereits begonnen hatten der Neubau einer ortsfesten Tankanlage und die Sanierung der 2007 neu errichteten Truppenküche. Darüber hinaus waren ein Lehrsaalgebäude, ein zentrales Waffenkammergebäudes, ein Gebäudes für die Ausbildung an Fernmeldegeräten, eine neue Simulator- und Ausbildungshalle, zwei neue Unterkunftsgebäude mit Einzelunterkünften geplant. Außerdem sollten Ver- und Entsorgungsanlagen sowie die Außenanlagen in der Kaserne erneuert werden. Schließlich sollten Panzerfahrstrecken erneuert und drei neue Schießbahnen errichtet werden.
Im Einzelnen waren bzw. sind folgende Stäbe, Verbände, Einheiten und Dienststellen der Bundeswehr in der Erzgebirgskaserne stationiert:
| Einheit                                                     | Stationierung ab                                                                   | Herkunft                                                                              | Stationierung bis  | Verbleib                                     |
| ----------------------------------------------------------- | ---------------------------------------------------------------------------------- | ------------------------------------------------------------------------------------- | ------------------ | -------------------------------------------- |
| Panzergrenadierbataillon 371                                | 27. März 1991                                                                      | neu aufgestellt (aus Teilen des Motorisierten Schützenregiments 7 der ehemaligen NVA) | Juni 1996          | in Jägerbataillon 371 umgegliedert           |
| Panzergrenadierbataillon 372 (mobilmachungsabhängig)        | 1. April 1991                                                                      | neu aufgestellt                                                                       | 30. September 1996 | aufgelöst                                    |
| Panzerjägerkompanie 370                                     | 1. April 1991                                                                      | neu aufgestellt                                                                       | 30. Juni 1996      | aufgelöst                                    |
| Verteidigungskreiskommando 751 (Geräteeinheit)              | 1. April 1991                                                                      | neu aufgestellt                                                                       | 31. Dezember 1994  | aufgelöst                                    |
| Kasernenfeldwebel Marienberg                                | 1. Juli 1991                                                                       | neu aufgestellt                                                                       | 31. März 1995      | aufgelöst                                    |
| Standortfeldwebel Marienberg                                | 1. Juli 1991                                                                       | neu aufgestellt                                                                       | 31. März 1999      | aufgelöst                                    |
| Unterstützungspersonal Standortältester Marienberg          | 1. Juli 1991                                                                       | neu aufgestellt                                                                       | heute              | Neuaufstellung zum 1. April 2014             |
| Zahnarztgruppe Marienberg                                   | 1. Oktober 1991                                                                    | neu aufgestellt                                                                       | 31. Dezember 1998  | aufgelöst                                    |
| Jägerbataillon 371 „Marienberger Jäger“                     | Juni 1996; am 19. Juni 1996 Ehrenname „Marienberger Jäger“ und Fahnenband erhalten | aus Panzergrenadierbataillon 371; Beginn der Umgliederung: Oktober 1995               | 1. Juli 2007       | in Panzergrenadierbataillon 371 umgegliedert |
| Sanitätszentrum Frankenberg – Teileinheit Marienberg        | 1. Juli 2004                                                                       | neu aufgestellt                                                                       | 30. September 2015 | aufgelöst                                    |
| Schießsimulator Schützenpanzer Marder (371)                 | 1. April 2006                                                                      | neu aufgestellt                                                                       | heute              | Neuaufstellung zum 1. April 2014             |
| Heeresinstandsetzungslogistik Stützpunkt Marienberg         | 4. September 2006                                                                  | neu aufgestellt                                                                       | heute              |                                              |
| Landeskommando Sachsen – Teile Marienberg                   | 1. Januar 2007                                                                     | neu aufgestellt                                                                       | 31. Januar 2013    | aufgelöst                                    |
| Panzergrenadierbataillon 371 „Marienberger Jäger“           | 1. Juli 2007                                                                       | aus Jägerbataillon 371 „Marienberger Jäger“                                           | heute              | Neuaufstellung zum 1. April 2014             |
| Panzergrenadierbataillon 909 (nicht aktiv), mit 1./ und 2./ | 1. Juli 2008                                                                       | neu aufgestellt                                                                       | heute              | Neuaufstellung zum 1. April 2014             |
| Pionierkompanie 953 (nicht aktiv)                           | 1. April 2009                                                                      | neu aufgestellt                                                                       | 30. Juni 2014      | aufgelöst                                    |
| Regionaler Planungs- und Unterstützungstrupp Marienberg     | 1. Februar 2013                                                                    | neu aufgestellt                                                                       | heute              |                                              |
| Freiwillige Reservistenarbeit Marienberg                    | 1. Februar 2013                                                                    | neu aufgestellt                                                                       | heute              |                                              |
| Gefechtssimulator Panzergrenadierzug (371)                  | 1. Oktober 2018                                                                    | neu aufgestellt                                                                       | heute              |                                              |

## Konversion des Teilbereichs Altstadtkaserne

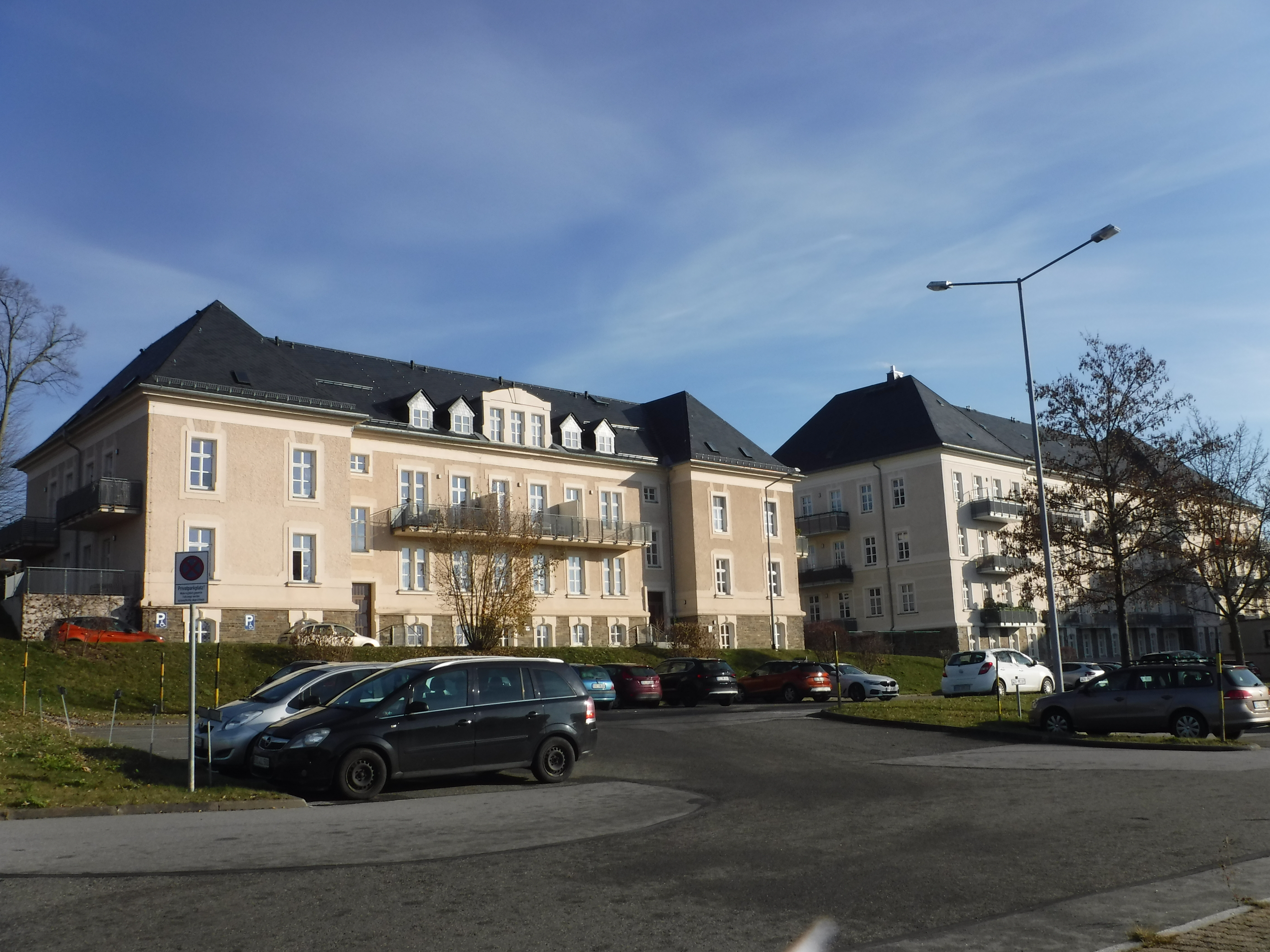
Ehemalige Gebäude der Altstadtkaserne

Bereits im November 1977 bezog nach einem Umbau eine Poliklinik die ehemalige Kaserne A. Die ehemalige Exerzierhalle kaufte die Stadt Marienberg von der Treuhandanstalt 1998 und nutzte sie zu einem Parkhaus um.
Nach der Aufgabe der militärischen Nutzung der restlichen Altstadtkaserne an der Töpferstraße 2002 verfiel das Areal zunehmend. Am 5. November 2007 fasste der Stadtrat von Marienberg den Aufstellungsbeschluss über den Bebauungsplan Nr. 30 „Altstadtkaserne – Günthers Ruh“. Der Entwurf des Bebauungsplans sah Mischgebietsflächen und ein Sondergebiet Einzelhandel vor. Er wurde vom Stadtrat am 14. Oktober 2008 als Satzung verabschiedet und trat am 11. März 2009 in Kraft.
Nachdem sich ein Investor zurückgezogen hatte, erwarb im Januar 2010 die Stadt Marienberg diese 15.000 Quadratmeter umfassende Liegenschaft, auf der sich insbesondere noch zwei denkmalgeschützte Kasernengebäude von 1894 befanden. 2010 begann mit Mitteln des EFRE und der Städtebauförderung die Revitalisierung der Flächen durch Abbruch nicht mehr erhaltenswerter Gebäude, Schaffung von Grünflächen und Kraftfahrzeugstellplätzen sowie durch den Bau eines Spiel- und Bolzplatzes. Um die beiden historischen Kasernengebäude zu erhalten, stellte die Stadt 2011 einen weiteren Antrag auf Städtebauförderung und unterzeichnete am 31. August 2011 eine entsprechende Vereinbarung mit dem Freistaat Sachsen. Im Oktober 2011 wurden die Planungsaufträge für das Gebäude Kaserne E/Beamtenwohnhaus (Töpferstraße 3B/Katharinenstraße 23) vergeben, im Mai 2012 starteten die Bauarbeiten. Es wurden 6 barrierefreie Wohnungen, eine Wohngemeinschaft mit vier Apartments und eine Wohnung für eine Tagesmutter geschaffen. Im Oktober 2013 konnten die Arbeiten abgeschlossen werden. Das DRK übernahm das Gebäude im Dezember 2013. Für das Gebäude Kaserne B (Töpferstraße 3/Katharinenstraße 21) konnte im Mai 2012 der Planungsauftrag vergeben werden. Es entstanden Räume für das Bauaktenarchiv der Stadt Marienberg im Erdgeschoss sowie 23 Wohneinheiten. Die Sanierung begann im Juni 2013. Die Maßnahme wurde 2016 abgeschlossen. Das Gebäude wurde 2015 an die Stadtwerke verkauft. Am 19. Juni 2017 genehmigte der Stadtrat von Marienberg die Aufhebung des Bebauungsplanes Nr. 30 „Altstadtkaserne – Günthers Ruh“. Begründet wurde diese Entscheidung mit einem Flächentausch, der die Ausweisung eines Sondergebiets für großflächigen Einzelhandel auf dem Gebiet der ehemaligen Altstadtkaserne entbehrlich machte.